# Noah Miller
Pour les articles homonymes, voir Miller.
Noah Miller est un scénariste et réalisateur américain. 

## Biographie
Il est le frère jumeau de Logan Miller.

## Filmographie
- 2018 : White Boy Rick
- 2013 : Shérif Jackson
- 2008 : Touching Home
- 2019 : Alien: Alone (court métrage)